# Michel Sanchis
Michel Sanchis (3 de septiembre de 1951) es un deportista francés que compitió en judo. Ganó una medalla de plata en el Campeonato Mundial de Judo de 1979 en la categoría de –86 kg.
Participó en los Juegos Olímpicos de Moscú 1980, donde finalizó decimonoveno en la categoría de –86 kg.

## Palmarés internacional
| Campeonato Mundial | Campeonato Mundial | Campeonato Mundial | Campeonato Mundial |
| Año                | Lugar              | Medalla            | Categoría          |
| ------------------ | ------------------ | ------------------ | ------------------ |
| 1979               | París (Francia)    | Medalla de plata   | –86 kg             |